# Lübeck Cougars
Die Lübeck Cougars sind ein American-Football-Team aus Lübeck in Schleswig-Holstein, das seit 2013 in der zweiten Bundesliga, der German Football League 2, spielt.

## Geschichte

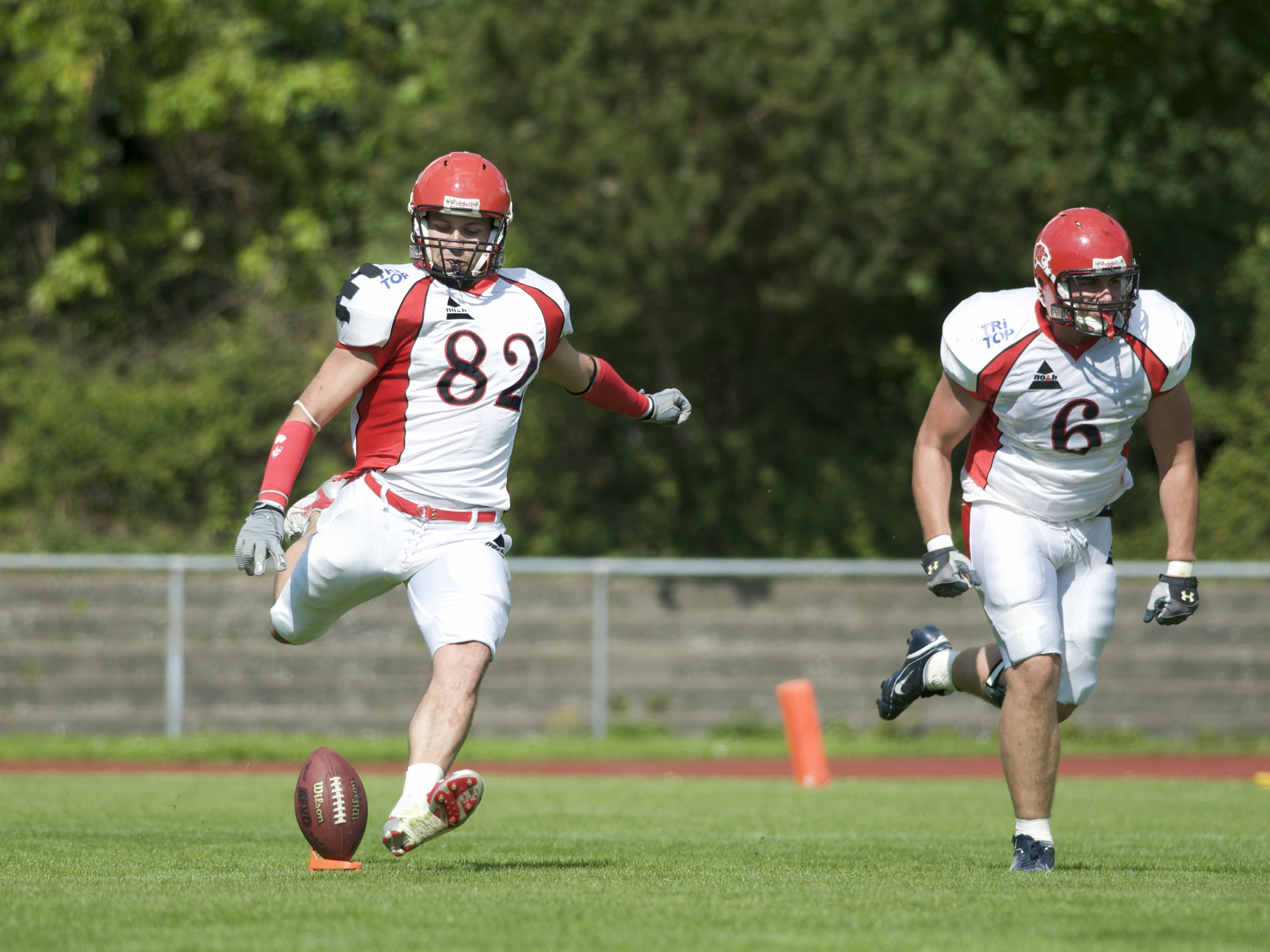
Kickoff der Lübeck Cougars

Nach der Gründung der Lübeck Cougars 1987 nahmen die Hansestädter 1990 zum ersten Mal am offiziellen Ligabetrieb des American-Football-Verbands Deutschland (AFVD) teil.
Es folgte ein stetiger Aufstieg bis in die 2. Bundesliga 1994. Nach nur einem Jahr Zweitklassigkeit und einem fünften Platz im Endklassement mussten die Cougars aufgrund einer Umstrukturierung des Ligasystems wieder absteigen. Am Ende von drei durchschnittlichen Jahren in der Regionalliga folgte 1997 schließlich der Abstieg in die Oberliga.
Mit einer Perfect Season 1999 und dem Endspielsieg gegen die zweite Mannschaft der Kiel Baltic Hurricanes sicherte man sich dort die Meisterschaft und den damit verbundenen Aufstieg in die Regionalliga. Trotz der dortigen Finalniederlage 2001 gegen die Hannover Musketeers stiegen die Lübecker dank einer erneuten Ligareform wieder in die 2. Bundesliga Nord auf, in der sie sich seit 2002 etabliert haben. Nach dem vierten Platz 2002 erreichten die Cougars in der Saison 2003 den dritten Platz.
2004 spielten die Cougars ihre bis dato erfolgreichste Saison und wurden mit 11 Siegen und nur 3 Niederlagen am Ende hinter den Cologne Falcons und dem Landesrivalen Kiel Baltic Hurricanes Dritter. Nach der Saison erfolgte die Umbenennung der Mannschaft in Snipes Cougars, da sich der Textilhersteller Snipes als Hauptsponsor die Namensrechte an der Herren-Footballabteilung gesichert hatte. In den beiden Spielzeiten 2005 und 2006 konnten sich die Cougars jeweils erst am letzten Spieltag der regulären Saison den Klassenerhalt in der 2. Bundesliga sichern und so den drohenden Abstieg knapp verhindern. Am letzten Spieltag der Saison 2007 erreichten die Cougars nach fünf Siegen in Folge den dritten Platz in der Abschlusstabelle, nachdem sie zur Hälfte der Saison erneut vom Abstieg bedroht waren. 
In der Saison 2008 gelang den „Berglöwen“ mit acht Siegen und sechs Niederlagen schließlich die erste „Winning Season“ seit 2004 und sie beendeten die Spielzeit auf einem soliden fünften Platz. Diesmal startete das Team nach drei Jahren erstmals wieder unter dem offiziellen Namen Lübeck Cougars, nachdem sich Sponsor und Namensgeber Snipes vor der Saison zurückzog.
In der Saison 2009 ging der Aufwärtstrend der Cougars weiter: mit neun Siegen und fünf Niederlagen belegte das Team am Ende Platz drei und spielte damit seine beste Saison seit fünf Jahren. Mit Linebacker Philipp Stursberg wurde zudem der erste Spieler der Cougars in die Herren-Nationalmannschaft berufen. Die neugegründeten Lübeck Cougars II beendeten ihre erste Spielzeit in der Verbandsliga Hamburg/Schleswig-Holstein unterdessen sieglos.
Die Cougars starteten 2012 als Nachrücker erstmals in der German Football League, weil den Mönchengladbach Mavericks vom deutschen American Football Verband die Lizenz verweigert wurde. Mit nur einem Sieg und einem Unentschieden konnten die „Berglöwen“ die Klasse allerdings nicht halten und verloren in der Relegation gegen die Cologne Falcons.
2014, 2015 und 2019 gewann die Mannschaft jeweils die Vizemeisterschaft in der GFL2 und verpasste den Wiederaufstieg in die GFL nur knapp.

## Weitere Teams
- Lübeck Cougars II
- Lübeck Flag Cougars
- Lübeck Cougars U19
- Lübeck Cougars U16
- Lübeck Cougars U13
- Superbowler
- Crazy Cats Cheerleader
- Shiny Cats Cheerleader
- Amazy Cats Cheerleader
- Catamounts Lacrosse Herren/Damen/Jugend